# Michael Gelhardt
Michael Gelhardt (ur. 1916, zm.?) – zbrodniarz hitlerowski, członek załogi obozu koncentracyjnego Flossenbürg i SS-Rottenführer.
Członek SS od października 1940 roku. Członek personelu Flossenbürga od października 1940 do kwietnia 1943 roku, gdzie pełnił służbę jako strażnik, odpowiadał za psy strażnicze, był blokowym (Blockführerem), kierownikiem komanda więźniarskiego pracującego w kamieniołomach oraz członkiem komanda egzekucyjnego. Gelhardt brał aktywny udział w egzekucjach jeńców radzieckich w styczniu 1942 roku. Oprócz tego maltretował podległych mu więźniów.
W pierwszym procesie załogi Flossenbürga przed amerykańskim Trybunałem w Dachau Michael Gelhardt skazany został za swoje zbrodnie na dożywotnie pozbawienie wolności.